# Skiversicherung
Skiversicherungen sind private Absicherungen, die, je nach Anbieter, verschiedene Versicherungsfälle bei der Ausübung des Wintersports oder der Hin-/Rückfahrt zum/vom Wintersportort abdecken. Diese Versicherungsfälle werden von der gesetzlichen Sozial- oder Krankenversicherung nicht oder nur teilweise übernommen. Ein Beispiel hierfür sind die Kosten der Bergung nach einem Unfall, insbesondere die der Hubschrauber-Bergung, die beträchtlich sein können. In den wenigsten Fällen sind Schäden am Snowboard oder Ski oder der Diebstahl dieser Geräte durch sonstige private Versicherungen gedeckt. Auch verfügen noch zahlreiche Personen nicht über eine ausreichende Haftpflichtversicherung. Diese Lücken werden durch die Skiversicherungen geschlossen.

## Überblick
In den vergangenen 40 Jahren hat sich die Zahl der Verletzungen im alpinen Skisport pro Saison mehr als halbiert. Dies liegt zum einen an den höheren Sicherheitsvorkehrungen, als auch an der besseren Ausrüstung der Skiläufer. Dennoch nehmen viele Menschen den zusätzlichen Schutz einer Skiversicherung in Anspruch. Diese bieten eigene Pakete für verschiedene Versicherungsfälle im Wintersport an und versichern den Kunden auch gegen Schäden, welche die gesetzliche Sozial- bzw. Krankenversicherung nicht abdeckt. Oft gewährleisten Skiversicherungen auch eine bessere Versorgungsklasse im Krankenhaus. Bei der Auswahl der gewünschten Police wird normalerweise zwischen Einzel-, Partner- und Familienversicherung unterschieden. Bei einigen Anbietern gibt es Differenzen in den Beiträgen zwischen Skifahrern und Snowboardern.

## Versicherungsfälle im Wintersport
Folgende Versicherungsfälle können unter anderem in den verschiedenen Versicherungspaketen der Anbieter enthalten sein:
Bergungskosten
Die Bergungskosten sind einer der wichtigsten Versicherungsfälle im Wintersport, da diese von der gesetzlichen Sozial- bzw. Krankenversicherung i. d. R. nicht übernommen werden. Auch der Pistenbetreiber übernimmt diese nicht. Daher müssen unversicherte Personen diese Kosten meistens selbst tragen. Insbesondere die Kosten einer Hubschrauber-Bergung liegen normalerweise im Bereich mehrerer tausend Euro. 
Ski- und Snowboard Diebstahl
Die Zahl der Ski- und Snowboard Diebstähle hat sich in den letzten Jahren vervielfacht, daher ziehen es immer mehr Wintersportler vor, ihre Ski und Snowboards versichern zu lassen. Neben den eigenen Ski und Snowboards, beinhalten viele Skiversicherungen auch die von einem gewerblich tätigen Verleiher gemietete Ski und Snowboards. Oft wird aber der Zeitraum der Nacht mit einer Auflage versehen. So müssen Ski und Snowboards in einem verschlossenen Raum oder KFZ gelagert werden. Einige Versicherungen regulieren auch bei Diebstahl, der bei der An- oder Abreise zum Wintersportort entstanden ist.
Schäden am Ski oder Snowboard (Bruch etc.)
Egal ob Bruch, Beschädigung der Kante oder sonstige Schäden am Ski oder Snowboard, auch diese werden in den meisten Fällen von der Versicherung übernommen.
Personenschäden (Todesfall, Kosmetische OPs etc.)
Skiversicherungen decken auch Personenschäden ab, die bis zur Invalidität oder zum Tode führen. Ab einem gewissen Invaliditätsgrad wird, je nach Anbieter ein Reha-Management angeboten. Auch durch einen Unfall nötige kosmetische Operationen sind von den meisten Versicherungen abgedeckt, allerdings nicht unbedingt im Basisschutz.
Krankenhaustagegeld
Ein Krankenhaustagegeld wird nicht immer gezahlt. Die Höhe ist je nach Schutz auch different, sodass Mindest- und Maximalzahlungen der Versicherung festgelegt sind.
Transportkosten (Rücktransportskosten, Überführungskosten etc.)
Die Transportkosten werden von den Anbietern normalerweise auch übernommen. Während die Rücktransportkosten eigentlich vollständig gedeckt sind, sind den Überführungskosten meist Grenzen gesetzt. Hier sollte man also je nach gewünschter Vorsorge darauf achten, bis zu welchem Betrag die Versicherung aufkommt.
Haftpflicht
Die Haftpflicht der Skiversicherungen regelt Haftpflichtansprüche Dritter gegen den Versicherten. Je nach Personenschaden, Sachschäden oder Vermögensschäden unterscheiden sich die Versicherungssummen der einzelnen Anbieter. Einige Versicherer bieten eine Forderungsausfalldeckung an. Diese kommt für Ihre Schäden auf, wenn der Schadenverursacher keine Privathaftpflichtversicherung hat und seinen Verpflichtungen zum Schadenersatz nicht nachkommen kann. 
Rechtsschutz
Die Rechtsschutzversicherungen der Anbieter übernehmen bei rechtlichen Auseinandersetzungen die Anwalts- und Gerichtskosten. Die Versicherungssumme unterscheidet sich je nach Anbieter.

## Anbieter
Viele Versicherer bieten im Rahmen einer bereits bestehenden Versicherung Zusatzleistungen an. Der Nachteil ist, dass zwar die Personenschäden versichert sind, aber Diebstahl oder -bruch der Ausrüstung nicht mit aufgeführt sind. Hier gibt es Drittanbieter, die eine speziell auf den Skiurlaub gemünzte Police anbieten. 